# Stipa hirticulmis
Stipa hirticulmis là một loài thực vật có hoa trong họ Hòa thảo. Loài này được S.L.Hatch, Valdés-Reyna & Morden miêu tả khoa học đầu tiên năm 1986.